# Giovanna Andrade
Giovanna Antonella Andrade Franco (Guayaquil; 7 de octubre de 1985) es una actriz y presentadora de TV ecuatoriana, conocida por sus actuaciones en telenovelas como Yo vendo unos ojos negros y El cholito.

## Biografía
Giovanna Andrade inició su carrera en la televisión a los 19 años, cuando en año 2004 debutó como protagonista en la telenovela Yo vendo unos ojos negros para la cadena Ecuavisa. Luego de finalizar grabaciones de la telenovela, decide dedicarse de lleno a la actuación y continuar su formación actoral en Lee Strasberg Institute of Theater en Nueva York.
Regresa a Ecuador en el año 2006, y un año después protagoniza para Ecuavisa la exitosa telenovela El cholito, donde interpreta a la recordada "Niña" María Gracia, al lado de David Reinoso, Flor María Palomeque y Ruddy Rodríguez.
En el 2008 debuta en el cine, formando parte de la película ecuatoriana Retazos de vida, junto a Erika Vélez, Christian Bach, María Teresa Guerrero y William Levy. Entre 2009 y 2010 se radica en Perú, donde participa en las series "El Enano", "Grupo Puro Corazón" y "Brothers". Al mismo tiempo, se integra a la telenovela peruana Los Barriga, donde comparte créditos con Julián Gil, Claudia Berninzon, entre otros.
Regresa a la televisión ecuatoriana en 2010, año en el que se integra a la cadena Teleamazonas en la serie La pareja feliz en su segunda temporada, y el mismo año retoma su personaje de la "Niña" María Gracia en la telenovela Mostro de Amor, que es una continuación de la telenovela El cholito del 2007. En 2011 protagoniza el videoclip No me pidas tiempo del cantante guayaquileño Daniel Beta. Desde 2011 formó parte de las filas de la cadena ecuatoriana Canal UNO, donde condujo el programa matinal "Divinas". Posteriormente, se integra a la cadena Telerama donde conduce los programas "N' Boga" y "De mujer a mujer". En 2013 realiza una aparición especial en la serie cómica ¡Así pasa! de la cadena Ecuavisa.
En 2016 regresa a las filas de Ecuavisa como conductora del programa "Desde casa", para la señal internacional de la cadena. El mismo año se integra con un rol estelar en la telenovela La Trinity durante su primera temporada. En 2017 es escogida para ser la protagonista del video musical "Si tu la ves", de los cantantes de reguetón Nicky Jam y Wisin, el cual se grabó en varias ciudades de Ecuador, con el apoyo del Ministerio de Turismo.
En 2018 firma contrato de exclusividad con la cadena colombiana RCN Televisión, debutando en dicha cadena siendo parte de la segunda temporada de la telenovela La ley del corazón. Posteriormente se integró a la serie El final del paraíso, donde actualmente es parte de la preproducción.
En 2019 anunció a través de las redes sociales que sería parte de un concurso de belleza denominado Mrs. Globe en Shenzhen, China, representando a Ecuador. En el certamen participó junto a otras 71 candidatas de distintos países; durante la gala lució un traje típico inspirado en la sierra ecuatoriana, y finalmente fue designada Virreina del concurso. Finalmente, por diferencias con la organización del concurso, ella renunció al título y a su corona.
En 2022 participó en la obra de teatro Una noche para siempre, donde interpreta a una joven Manuela Sáenz. La obra fue estrenada en julio de 2022 en el Teatro Arlequín de la Casa E Borrero, en Bogotá.

## Filmografía

### Teatro
| Año  | Título                 | Personajes    |
| ---- | ---------------------- | ------------- |
| 2022 | Una noche para siempre | Manuela Sáenz |

### Series y telenovelas
| Año       | Título                    | Personajes                           |
| --------- | ------------------------- | ------------------------------------ |
| 2025      | La venganza de Analía 2   | Sara                                 |
| 2024      | Rojo carmesí              | Sandra Dorvigny                      |
| 2022      | Un cuarto para las tres   | Emma                                 |
| 2019      | El final del paraíso      | Marcela Pinzón                       |
| 2018-2019 | La ley del corazón 2      | Macarena Soler / Luz Marina Ortegoza |
| 2017      | Kiquirimiau               | Lucía                                |
| 2016-2017 | La Trinity                | Roxana "Rochi"                       |
| 2016      | El más Querido            | Teresa                               |
| 2013      | ¡Así pasa!                | Rebeca                               |
| 2010      | Mostro de Amor            | María Gracia Echeverría "La Niña"    |
| 2010      | La pareja feliz           | Blanquita                            |
| 2009      | Broders                   | Paola                                |
| 2009      | Puro Corazón              | Roxana                               |
| 2009      | El Enano                  | Sirenita                             |
| 2009      | Los Barriga               | Ivonne                               |
| 2007-2008 | La novela del Cholito     | María Gracia Echeverría "La Niña"    |
| 2004      | Yo vendo unos ojos negros | María Ochoa                          |

### Programas
| Año       | Programa         | Canal                  |
| --------- | ---------------- | ---------------------- |
| 2016-Act. | Desde casa       | Ecuavisa Internacional |
| 2012-2015 | N' Boga          | Telerama               |
| 2012-2015 | De mujer a mujer | Telerama               |
| 2011      | Divinas          | Canal UNO              |

### Cine
- Retazos de vida (2008) - Andrea (Coprotagonista)

### Videos musicales
| Año  | Video musical        | Cantante          |
| ---- | -------------------- | ----------------- |
| 2017 | «Si tú la ves»       | Nicky Jam y Wisin |
| 2011 | «No me pidas tiempo» | Daniel Beta       |